# Girl 6 (Album)
Girl 6 (englisch für Mädchen 6) ist das Soundtrackalbum zum gleichnamigen Film von Regisseur Spike Lee, das am 19. März 1996 von dem Major-Label Warner Bros. Records veröffentlicht wurde und ausschließlich aus Kompositionen des Musikers Prince besteht. Zum damaligen Zeitpunkt befand sich Prince mit Warner in einem Streit, musste aber seinen Vertrag noch bis zum 31. Dezember 1999 erfüllen. Zwar schuldete er dem Label damals noch drei weitere Alben, aber Girl 6 zählte nicht zu dem Vertrag, den er im Jahr 1992 mit Warner verlängert hatte. Abgesehen von Prince wirkten auf dem Soundtrack Nona Gaye, The Family, The New Power Generation und Vanity 6 als Interpreten mit.
Die Musik zählt zu den Genres Contemporary R&B, Electro Funk, Elektronische Tanzmusik, Funk und Pop. Lediglich drei der insgesamt 13 Songs waren zuvor unveröffentlicht und weder Prince noch Warner Bros. Records veranstalteten nennenswerte Musikpromotion für Girl 6; es konnte international keinen Gold- oder Platinstatus erreichen, aber Musikkritiker bewerteten den Soundtrack überwiegend positiv.

## Entstehung
Aufgrund von Differenzen mit Warner Bros. Records hatte Prince seinen Künstlernamen im Jahr 1993 abgelegt und trug stattdessen ein unaussprechbares Symbol als Pseudonym. Doch auf dem Albumcover von Girl 6 ist „Songs by Prince“ zu lesen, weswegen einige Menschen der Meinung waren, er habe seinen ursprünglichen Namen wieder angenommen. Erst eine Pressemitteilung seitens des Musikers stellte klar, dass alle Songs bereits vor seiner Namensänderung aufgenommen wurden. Doch diese Angabe kann nachweislich widerlegt werden, denn die beiden Stücke Count the Days und Girl 6 spielte Prince 1994 und 1995 ein. Die drei Songs Don’t Talk 2 Strangers, Girl 6 und She Spoke 2 Me waren zuvor unveröffentlicht.
Die beiden Stücke Nasty Girl und How Come U Don’t Call Me Anymore? stammen aus dem Jahr 1982; Nasty Girl nahm Prince Ende März in seinem damaligen Heimstudio mit Namen Kiowa Trail Home Studio in Chanhassen in Minnesota auf und gab die Credits Vanity 6 How Come U Don’t Call Me Anymore? spielte er am 28. April im Tonstudio Sunset Sound Studio in Los Angeles in Kalifornien ein.
Erotic City nahm Prince am 25. März 1984 auf, ebenfalls im Sunset Sound. Obwohl er den Song „Prince and The Revolution“ zugeschrieben hat, arbeiteten nur er und Sheila E. an dem Track, die die Backing Vocals übernahm. Das Stück The Screams of Passion spielte Prince am 18. August 1984 im Tonstudio Flying Cloud Drive Warehouse in Eden Prairie in Minnesota ein. Er schrieb die Credits aber Leadsänger St. Paul Peterson (* 1964) und Susannah Melvoin zu, die gemeinsam den Hauptgesang übernahmen. Zudem fügte Clare Fischer Orchester-Overdubs hinzu. Girls & Boys nahm Prince am 8. Juli 1985 im Washington Avenue Warehouse Studio in Eden Prairie auf.
The Cross spielte er am 13. Juli 1986 im Sunset Sound in Los Angeles ein und Hot Thing am 6. August 1986 in seinem damaligen Heimstudio Galpin Blvd Home Studio in Chanhassen. Adore nahm er am 19. November 1986 im Sunset Sound auf und Pink Cashmere am 10. Juni 1988 in seinem Paisley Park Studio in Chanhassen.
She Spoke 2 Me nahm er während der Albumaufnahmen von Love Symbol im Oktober 1991 im Paisley Park Studio auf. Don’t Talk 2 Strangers spielte Prince während seiner Diamonds-and-Pearls-Tour Mitte April 1992 in den Platinum Studios in Melbourne in Australien ein. Der Song diente ursprünglich zum Soundtrack des Films Geht’s hier nach Hollywood? (Originaltitel: I’ll Do Anything) aus dem Jahr 1994 von Filmregisseur James L. Brooks, der das Stück aber letztendlich ablehnte.
Die beiden Songs Count the Days und Girl 6 nahm Prince nach seiner Namensänderung im Jahr 1993 auf; Count the Days spielte er mit The New Power Generation am 15. Mai 1994 im Paisley Park Studio ein, während Girl 6 der einzige Song ist, den Prince gezielt für den Soundtrack aufnahm. Nachdem Tommy Barbarella – Keyboarder in seiner damaliger Begleitband von The New Power Generation – das Stück in seinem eigenen Heimstudio in Minneapolis in Minnesota zuvor aufgenommen hatte, überarbeitete es Prince im Dezember 1995 im Paisley Park Studio. Nona Gaye übernahm die Backing Vocals. Obwohl er zweieinhalb Jahre zuvor seinen Namen in ein unaussprechbares Symbol geändert hatte, sind die Credits des Songs „Prince“ zugeschrieben.
Weder Warner Bros. Records noch Prince veranstalteten nennenswerte Musikpromotion für Girl 6 und eine Tournee zum Album absolvierte er nicht.

## Gestaltung des Covers
Auf dem Frontcover ist Theresa Randle abgebildet, die Hauptdarstellerin im Film Girl 6. Zudem ist der Hinweis „Songs by Prince“ zu lesen. Das Booklet ist als Faltcover gestaltet und besteht aus drei Seiten, in dem Fotos von Schauspielern aus dem Film zu sehen sind. Im Innencover sind Informationen zu den Songs abgedruckt und auf dem Rückcover Filmszenen aus Girl 6 zu sehen. Außerdem bedankt sich Regisseur Spike Lee bei Prince, den er mit „The Artist Formerly Known As Prince“ anspricht. Gemäß Lee habe dieser „ein großes Opfer gebracht“, um das Album „geschehen zu lassen“.
Die Liedtexte sind im Booklet nicht abgedruckt und auf der Frontseite des Covers ist der Warnhinweis “Parental Advisory – Explicit Lyrics” (deutsch: „Hinweis für Eltern – allzu deutliche Liedtexte“) zu lesen.

## Musik und Liedtexte
Die Musik zählt zu den Genres Contemporary R&B, Electro Funk, Elektronische Tanzmusik, Funk und Pop. Die Liedtexte handeln vorwiegend von Sex und Wollust. Neben seinem charakteristischen Falsett-Gesang benutzt Prince auch tiefere Stimmlagen.
Mit Count the Days und Girl 6 werden zwei Songs von The New Power Generation vorgetragen, wobei Bassist Sonny Thompson den Hauptgesang in Count the Days übernahm. Der entspannte Doo-Wop-Song ist von Prince’ akustischem Gitarrenspiel geprägt. Girl 6 ist dem Genre Dance-Pop zuzuschreiben und beinhaltet Samples von Filmzitaten aus dem gleichnamigen Film. Zudem integrierte Prince auch Samples aus seinen eigenen Songs Raspberry Beret (1985) und Housequake (1987), in den Backing Vocals ist Nona Gaye zu hören.
Nasty Girl wird von Vanity 6 vorgetragen, wobei Vanity den Hauptgesang übernahm. Der Song stammt aus dem Genre Elektronische Popmusik und der zuweilen anzügliche Liedtext handelt von einer sexbessesenen Frau, die ein anonymes Sex-Treffen mit einem Mann initiiert, den sie zuvor nur einmal getroffen hatte. Vanity singt unter anderem, sie brauche „18 Zentimeter oder mehr“. Die Girlgroup Vanity 6 war im Jahr 1982 ein musikalisches Nebenprojekt von Prince, das aus dem Trio Denise Katrina Matthews (* 1959; † 2016), Brenda Bennett (* 24. Januar 1962) und Susan Moonsie (* 21. Januar 1964) bestand.
The Screams of Passion ist aus dem Bereich Popmusik und wird von The Family gesungen, Prince’ damaliges Nebenprojekt im Jahr 1985. The Family singt unter anderem die Originalversion von Nothing Compares 2 U. Das Stück Don’t Talk 2 Strangers ist eine Pop-Ballade, die Prince im Falsettgesang vorträgt.

## Titelliste und Veröffentlichungen
| #                                                      | Titel                             | Interpret                 | Dauer | Original-Tonträger               |
| ------------------------------------------------------ | --------------------------------- | ------------------------- | ----- | -------------------------------- |
| 1                                                      | She Spoke 2 Me                    | Prince                    | 4:19  | 1996: Girl 6                     |
| 2                                                      | Pink Cashmere                     | Prince                    | 6:13  | 1993: The Hits/The B-Sides       |
| 3                                                      | Count the Days                    | The New Power Generation  | 3:26  | 1995: Exodus                     |
| 4                                                      | Girls & Boys                      | Prince and The Revolution | 5:31  | 1986: Parade                     |
| 5                                                      | The Screams of Passion            | The Family                | 5:26  | 1985: The Family                 |
| 6                                                      | Nasty Girl                        | Vanity 6                  | 5:13  | 1982: Vanity 6                   |
| 7                                                      | Erotic City (Edit)                | Prince and The Revolution | 3:55  | 1984: B-Seite von Let’s Go Crazy |
| 8                                                      | Hot Thing                         | Prince                    | 5:40  | 1987: Sign “☮” the Times         |
| 9                                                      | Adore                             | Prince                    | 6:31  | 1987: Sign “☮” the Times         |
| 10                                                     | The Cross                         | Prince                    | 4:45  | 1987: Sign “☮” the Times         |
| 11                                                     | How Come U Don’t Call Me Anymore? | Prince                    | 3:51  | 1982: B-Seite von 1999           |
| 12                                                     | Don’t Talk 2 Strangers            | Prince                    | 3:11  | 1996: Girl 6                     |
| 13                                                     | Girl 6 a                          | The New Power Generation  | 4:02  | 1996: Girl 6                     |
| Spieldauer: 61:14 min.                                 |                                   |                           |       |                                  |
| Autor aller Songs ist Prince a Musik: Tommy Barbarella |                                   |                           |       |                                  |

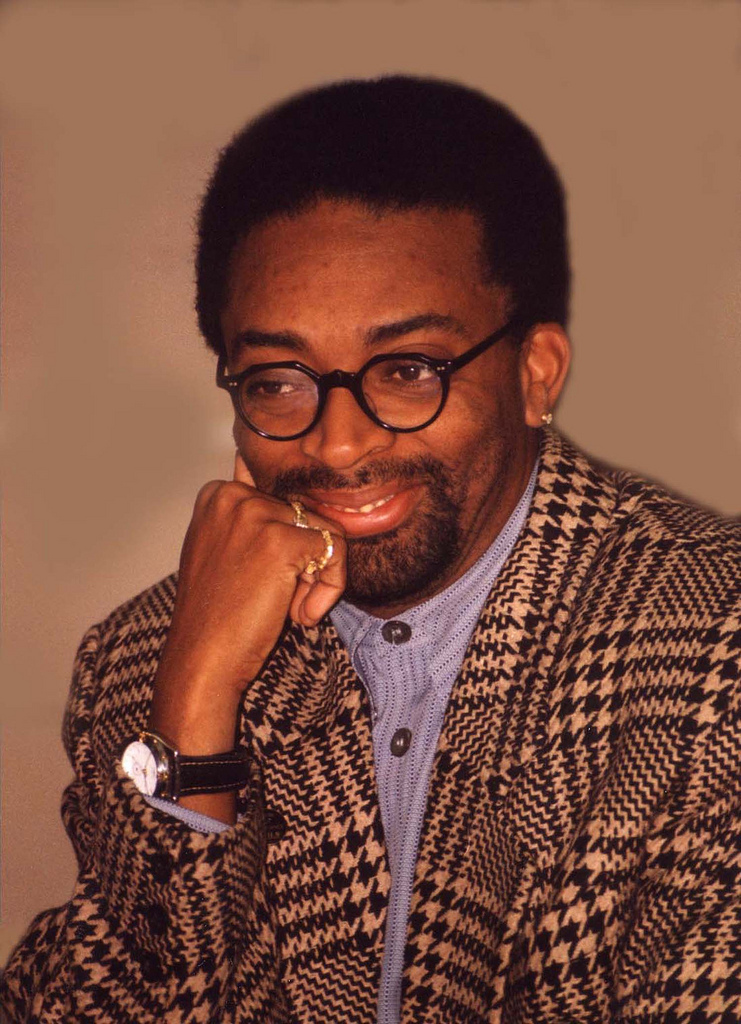
Regisseur Spike Lee, 1996

Girl 6 wurde am 19. März 1996 veröffentlicht. Das Album erschien als CD, Download, MC und Promo-Doppel-LP. Girl 6 dient als Soundtrack zu dem am 22. März 1996 veröffentlichten gleichnamigen Kinofilm von Regisseur Spike Lee. Der Film spielte knapp fünf Millionen US-Dollar ein und kann mit einem Budget von zwölf Millionen US-Dollar als kommerziell erfolglos bezeichnet werden.
Die drei Songs Don’t Talk 2 Strangers, Girl 6 und She Spoke 2 Me waren zuvor unveröffentlicht, alle anderen Stücke waren bereits auf Tonträger erhältlich. Nasty Girl erschien am 11. August 1982 auf dem Album Vanity 6, und How Come U Don’t Call Me Anymore? wurde am 24. September 1982 als B-Seite der Prince-Single 1999 veröffentlicht. Am 18. Juli 1984 wurde Erotic City als B-Seite von Let’s Go Crazy veröffentlicht, und am 19. August 1985 erschien The Screams of Passion auf dem Album The Family der gleichnamigen Band.
Ende März 1986 veröffentlichte Prince Girls & Boys auf seinem Album Parade, wobei die Version auf Girl 6 zwei Sekunden länger als die Parade-Version ist, weil sich diese mit dem folgenden Song Life Can Be So Nice überschneidet. Die drei Songs Adore, Hot Thing und The Cross platzierte Prince im März 1987 auf seinem Album Sign “☮” the Times.
Im September 1993 erschien das Stück Pink Cashmere auf der Prince-Kompilation The Hits/The B-Sides, und im März 1995 war der Song Count the Days auf dem zweiten Studioalbum von The New Power Generation mit Namen Exodus zu finden.
Im April 1996 platzierte Prince einen „Extended Remix“ von She Spoke 2 Me auf seinem Album The Vault … Old Friends 4 Sale, das aber erst im August 1999 von Warner Bros. Records herausgebracht wurde. Die Remix-Version spielte er bereits im Oktober 1991 ein.

### Singles
Insgesamt sind sechs Singleauskopplungen auf dem Soundtrack zu finden. Nasty Girl von Vanity 6 wurde bereits am 24. September 1982 veröffentlicht, am selben Tag wie die Single 1999. Als B-Seite von Nasty Girl dient der Song Drive Me Wild, der ebenfalls von Vanity 6 gesungen wird von Prince produziert wurde.
Das Stück The Screams of Passion von The Family erschien am 19. Juli 1985, wurde aber nur in Nordamerika und in Europa veröffentlicht. Als B-Seite ist der von Prince und Saxophonist Eric Leeds komponierte Song Yes zu hören, der auch auf dem Album The Family zu finden ist.
Girls & Boys war am 4. August 1986 die vierte und letzte Singleauskopplung des Albums Parade. Die Single wurde nur in Europa veröffentlicht und auf der B-Seite ist das Stück Under the Cherry Moon platziert.
Pink Cashmere wurde am 31. August 1993 aus The Hits/The B-Sides ausgekoppelt, ist aber nur in den USA, Japan und Deutschland veröffentlicht worden. Als B-Seite dient Prince’ Debütsingle Soft and Wet aus dem Jahr 1978 seines Albums For You.
Count the Days von The New Power Generation erschien am 25. September 1995. Die CD-Single wurde aus ihrem zweiten Studioalbum Exodus nur in Europa ausgekoppelt und enthält, abgesehen von der Clean-Edit-Version, zusätzlich die Albumversion sowie das Stück New Power Soul, das ebenfalls auf Exodus zu finden ist.
Am 26. März 1996 wurde das Titelstück als einzige Single vom Soundtrack Girl 6 gezielt ausgekoppelt. Die Single wurde nur in den USA, Japan und in Großbritannien veröffentlicht, als B-Seite dient Nasty Girl.

### Musikvideos
Zu dem Song Girl 6 ist kein Musikvideo produziert worden, zu den anderen fünf Singleauskopplungen existieren aber Videos; das zu Nasty Girl zeigt lediglich einen Auftritt, wie Vanity 6 den Song in einem Studio singen. Das Musikvideo zu The Screams of Passion von The Family wurde ebenfalls in einem Studio aufgenommen, wobei mittels Bluescreen-Technik jedoch der Eindruck entsteht, die Band würde den Song an einem Strand vortragen und zuweilen im Wasser stehen.
Das Video zu Girls & Boys besteht hauptsächlich aus einer Szene des Films Under the Cherry Moon – Unter dem Kirschmond (1986), in der Prince and The Revolution den Song vortragen. Die zusätzlich hinzugefügten Szenen entstanden während der Dreharbeiten des Prince-Films und Regisseur des Musikvideos war der Musiker selbst. Pink Cashmere besteht aus einem Zusammenschnitt von früheren Prince-Videos.
In dem Video zu Count the Days sind die Mitglieder der damaligen Besetzung von The New Power Generation zu sehen. Zudem spielt Prince Akustikgitarre, wobei sein Gesicht mit einem Schal und der Aufschrift „The Exodus Has Begun“ („Die Flucht hat begonnen“) verschleiert und somit nur schemenhaft zu erkennen ist. Das Musikvideo besteht im Wesentlichen aus Berichterstattungen der Selma-nach-Montgomery-Märsche (1965) und unter anderem sind Martin Luther King und die Edmund Pettus Bridge zu sehen.

### Coverversionen
Einige Musiker nahmen Coverversionen von Songs auf, die auf Girl 6 veröffentlicht worden sind. Beispielsweise wurde Adore von dem englischen Soulmusiker Joe Roberts 1994 als Single ausgekoppelt, und Silk brachte 2005 eine neue Version heraus. The Cross coverten 2002 The Blind Boys of Alabama, 2008 Audrey Horne sowie 2013 Hadewych Minis. Don’t Talk 2 Strangers nahm Chaka Khan neu auf und veröffentlichte das Stück am 29. September 1998 auf ihrem von Prince produzierten Album Come 2 My House.
Erotic City nahm 1994 George Clinton, 1996 Arto Lindsay, 2005 Berlin und 2023 Vitamin String Quartet neu auf. Girls & Boys interpretierten 2008 die norwegische Rockband Helldorado, und 2011 Noël Akchoté. How Come U Don’t Call Me Anymore? coverten 1983 Stephanie Mills, 1998 Joshua Redman, 2001 Alicia Keys und 2018 Danielle Nicole. Nasty Girl nahm 2004 die US-Sängerin Inaya Day sowie 2008 die norwegische Sängerin Lene Alexandra neu auf.

## Plagiatsvorwürfe
Bereits im Jahr 1996 beauftragte James Brandon, damals Musikmanager einer Band namens GOMAB, einen Rechtsanwalt, um die nötigen Dokumente und Informationen für eine Klage über mehrere Millionen US-Dollar gegen Prince und Spike Lee wegen Urheberrechtsverletzung zusammenzustellen. Brandon vertrat die Meinung, der Song Girl 6 sei ein Plagiat von einem 1993 aufgenommenen GOMAB-Stück namens Phone Sex, das aber erst 2013 urheberrechtlich geschützt worden ist. Im Rahmen der Werbekampagne für Phone Sex traf er im März 1994 Lees Onkel Clarence B. Lee, der von dem Song begeistert gewesen sei und in Brandons Anwesenheit den Regisseur anrief. Daraufhin habe Spike Lee Brandon gebeten, den Song für seinen noch nicht veröffentlichten Film Girl 6 an den Soundtrack-Koordinator weitergeben zu dürfen. Nach einem stattgefundenen Treffen habe Brandon aber nie wieder etwas von Lee und seinem Onkel gehört. Erst als der Film im März 1996 in die Kinos kam, stellte er fest, dass Phone Sex Ähnlichkeiten mit dem von Prince komponierten Song Girl 6 aufweise. Brandon sagte, er habe sich in den Jahren von 1997 bis 1999 mit mehreren Rechtsanwälten getroffen, damals aber nicht über die finanziellen Möglichkeiten verfügt, um eine entsprechende Klage vor Gericht bringen zu können.
Erst am 23. November 2007 reichte Brandon beim Obersten Gerichtshof auf Barbados, sein damaliger Wohnort, eine Klage über mehrere Millionen US-Dollar gegen Prince wegen Urheberrechtsverletzung ein. Abgesehen von Prince richtete sich die Klage auch gegen Spike Lee und dessen Produktionsfirma 40 Acres and a Mule Filmworks sowie gegen 20th Century Studios und Warner Bros. Entertainment. Zudem wurden verschiedene Medien wegen der Verwertung und Verbreitung des Soundtracks sowie der Verwendung des Songs Girl 6 im gleichnamigen Film verklagt.
Am 22. Juli 2015 reichte Brandon die Klage auch in dem US-Bundesstaat Florida ein, wobei diesmal auch Keyboarder Tommy Barbarella, Co-Autor vom Song Girl 6, verklagt wurde. 2017 wies das zuständige Gericht die Klage von Brandon aber ab.
Am 28. Dezember 2020 wurde die Klage von dem Bundesgericht in Manhattan in New York City endgültig abgewiesen und James Brandon darf keinen neuen Prozess anstreben, weil das bereits im Jahr 2017 gefällte Urteil ebenfalls rechtskräftig gewesen ist.

## Mitwirkende

### Musiker
Alle Songs wurden von Prince arrangiert, komponiert, produziert und vorgetragen. Zudem spielte er alle Musikinstrumente selbst ein, wobei folgende Personen die Aufnahmen ergänzten:
- Atlanta Bliss – Trompete in Adore und Girls & Boys
- Bobby Z. – Perkussion und Schlagzeug in Girls & Boys
- Brenda Bennett (von Vanity 6) – Gesang in Nasty Girl
- Brown Mark – E-Bass und Gesang in Girls & Boys
- Dr. Fink – Keyboard in Girls & Boys
- Eric Leeds – Baritonsaxophon in Girls & Boys; Tenorsaxophon in Adore und Hot Thing
- Hornheads – Hörner in She Spoke 2 Me
- Lisa Coleman – Keyboard in Girls & Boys
- Levi Seacer Jr. – Rhythmusgitarrist in She Spoke 2 Me
- Marie-France Drouin (als „Marie France“) – “The French Seduction” (französisch gesprochener Satz) in Girls & Boys
- Michael Bland – Schlagzeug in Count the Days, She Spoke 2 Me
- Morris Hayes – Keyboard in Count the Days
- Nona Gaye – Co-Leadsängerin in Girl 6
- Sheila E. – Backing Vocals in Girls & Boys; Co-Leadsängerin in Erotic City
- Sonny Thompson – E-Bass in Count the Days, She Spoke 2 Me; Hauptgesang: Count the Days
- St. Paul Peterson (von The Family) – Co-Leadsänger in The Screams of Passion
- Susan Moonsie (von Vanity 6) – Gesang in Nasty Girl
- Susannah Melvoin – Backing Vocals in Girls & Boys; Co-Leadsängerin in The Screams of Passion
- Theresa Randle (als „Girl 6“) – gesprochene Samples in Girl 6
- Tommy Barbarella – Keyboard in Count the Days, She Spoke 2 Me; Co-Autor: Girl 6
- Vanity (von Vanity 6) – Hauptgesang in Nasty Girl
- Wendy Melvoin – Gesang und Gitarre in Girls & Boys

### Technisches Personal
- 11:24 Design – Artdirector, Logo-Design
- Alex Steyermark – Produktionsleiter
- Art Sims – Artdirector, Logo-Design
- Clare Fischer – Instrumentation der Saiteninstrumente in Pink Cashmere, The Screams of Passion
- Coke Johnson – Toningenieur in Adore, Girls & Boys, Hot Thing, The Cross
- David Leonard – Toningenieur in Girls & Boys
- David Tickle – Toningenieur in Girls & Boys
- David Z. Rivkin – Musikproduzent in The Screams of Passion; Toningenieur in Girls & Boys, The Screams of Passion
- Eddie Miller – Toningenieur in Pink Cashmere
- Gregory Gilmer – Albumdesign
- Kirk Johnson – Programming von Schlagzeug im Song Girl 6
- Lisa Jackson – Soundtrack-Koordinatorin
- Peggy McCreary – Toningenieurin in Girls & Boys
- Ron Boustead – Lacquer Cut
- Spike Lee – Executive Producer
- Stephen Marcussen – Mastering
- Susan Rogers – Toningenieurin in Adore, Girls & Boys, Hot Thing, The Cross, The Screams of Passion
- Tom Garneau – Toningenieur in Pink Cashmere

## Rezensionen
Massenmedien und Musikkritiker waren an dem Soundtrack nur spärlich interessiert, bewerteten es aber überwiegend positiv. Die Website AOTY (Album of the Year) errechnete eine Durchschnittsbewertung von 83 %, basierend auf lediglich zwei Rezensionen englischsprachiger Medien.
Stephen Thomas Erlewine von AllMusic zeigte sich begeistert und verteilte viereinhalb von fünf Sternen. Seiner Meinung nach besitzen alle Songs „funky Keyboards“ oder seien „geschmeidige und sanfte Soul-Balladen“. Zudem handelten „fast alle“ von Sex. Lediglich die beiden Stücke Count the Days und Girl 6 von The New Power Generation „schwächeln etwas im Vergleich zu den anderen Tracks“. Dennoch sei das Album „eine gute Platte“ und „ideal für alle, die sich nach Prince’ Glanzzeit Mitte der 1980er Jahre“ sehnten.
Iman Lababedi von der Website Rock NYC.com war ebenfalls begeistert und gab die Bestnote „A“. Zwar sei Girl 6 kein Greatest-Hits-Album und auch nicht „zu 100 %“ ein Prince-Album, „aber besser als es sein sollte“. Vor allem lobte er die beiden Songs Erotic City und Pink Cashmere. Das Album sei „ein in sich geschlossener Zustand“ und könne „von Anfang bis Ende“ angehört werden, ohne „einen Song zu überspringen“, da alles wie „aus einem Guss“ wirke. Lababedi könne sich nicht daran erinnern, wann Prince „das letzte Mal ein so durchgängig angenehmes Album gelungen“ sei, vermutete aber mit Sign “☮” the Times im Jahr 1987.
Omoronke Idowu von dem US-Magazin Vibe gab zwar keine Note, hob aber vor allem die Songs Erotic City und Girl 6 lobend hervor. Die „einzige Enttäuschung“ sei lediglich das Stück Don’t Talk 2 Strangers. Als Fazit schrieb Idowu, sofern man sich noch nie mit dem „Artist Formerly Known As Prince“ beschäftigt habe, sei das Album „ein perfekter Einstieg für sein hochgeschätztes Gesamtwerk“.
Die beiden Musikkritiker David Wilson und John Alroy verteilten nur eineinhalb von fünf Sternen und bemängelten, „ein wirklich neuer Song“ existiere nur mit dem Titeltrack, den sie als „unmelodischen Soft-Porno“ beschrieben. Zwar existierten mit Don’t Talk 2 Strangers und She Spoke 2 Me zwei weitere zuvor unveröffentlichte Stücke aus Prince’ „Gewölben“, die „beide sehr gut sind, wenn auch für ihn Routine“. Doch abgesehen von diesen drei Songs, werde Girl 6 „durch zehn bereits veröffentlichte Titel ergänzt“, die zwar „fast alle zu seinen besten Arbeiten“ zählten, wie beispielsweise Adore, Girls & Boys und Pink Cashmere. Aber „für die Fans, die ohnehin die einzigen sind, die diese Platte kaufen werden“, seien „sie überflüssig“, zogen Wilson und Alroy als Fazit.

## Kommerzieller Erfolg

### Chartplatzierungen
| ChartsChartplatzierungen       | Höchstplatzierung | Wochen |
| ------------------------------ | ----------------- | ------ |
| Vereinigte Staaten (Billboard) | 75 (4 Wo.)        | 4      |

Zudem erreichte der Soundtrack Platz 83 in den Niederlanden, in anderen Ländern konnte es sich nicht platzieren.

### Musikverkäufe
Girl 6  wurde weltweit weniger als 500.000 Mal verkauft, davon wurden ungefähr 100.000 Exemplare in den USA abgesetzt. Auszeichnungen für Gold- oder Platinstatus sind nicht bekannt.
| Jahr | Titel Album                        | Höchstplatzierung, Gesamtwochen, AuszeichnungChartplatzierungen (Jahr, Titel, Album, Platzierungen, Wochen, Auszeichnungen, Anmerkungen) | Höchstplatzierung, Gesamtwochen, AuszeichnungChartplatzierungen (Jahr, Titel, Album, Platzierungen, Wochen, Auszeichnungen, Anmerkungen) | Höchstplatzierung, Gesamtwochen, AuszeichnungChartplatzierungen (Jahr, Titel, Album, Platzierungen, Wochen, Auszeichnungen, Anmerkungen) | Höchstplatzierung, Gesamtwochen, AuszeichnungChartplatzierungen (Jahr, Titel, Album, Platzierungen, Wochen, Auszeichnungen, Anmerkungen) | Höchstplatzierung, Gesamtwochen, AuszeichnungChartplatzierungen (Jahr, Titel, Album, Platzierungen, Wochen, Auszeichnungen, Anmerkungen) | Höchstplatzierung, Gesamtwochen, AuszeichnungChartplatzierungen (Jahr, Titel, Album, Platzierungen, Wochen, Auszeichnungen, Anmerkungen) | Anmerkungen |
| Jahr | Titel Album                        | DE | AT | CH | UK | US | R&B | Anmerkungen |
| ---- | ---------------------------------- | --- | --- | --- | --- | --- | --- | --- |
| 1982 | Nasty Girl Vanity 6                | — | — | — | — | US101 (15 Wo.)US | R&B7 (18 Wo.)R&B | Erstveröffentlichung: 24. September 1982 Interpret: Vanity 6                                                             |
| 1985 | The Screams of Passion The Family  | — | — | — | — | US63 (6 Wo.)US | R&B9 (16 Wo.)R&B | Erstveröffentlichung: 19. Juli 1985 Interpret: The Family Nur in Europa und in Nordamerika ausgekoppelt                  |
| 1986 | Girls & Boys Parade                | DE27 (7 Wo.)DE | — | — | UK11 (9 Wo.)UK | USn.v.US | R&Bn.v.R&B | Erstveröffentlichung: 4. August 1986 Interpret: Prince and The Revolution Nur in Europa ausgekoppelt                     |
| 1993 | Pink Cashmere The Hits/The B-Sides | — | ATn.v.AT | CHn.v.CH | UKn.v.UK | US50 (9 Wo.)US | R&B14 (15 Wo.)R&B | Erstveröffentlichung: 31. August 1993 Interpret: Prince Nicht weltweit ausgekoppelt                                      |
| 1995 | Count the Days Exodus              | — | ATn.v.AT | CHn.v.CH | UK79 (1 Wo.)UK | USn.v.US | R&Bn.v.R&B | Erstveröffentlichung: 25. September 1995 Interpret: The New Power Generation Nur in einigen Ländern Europas ausgekoppelt |
| 1996 | Girl 6                             | DEn.v.DE | — | — | UKn.v.UK | — | R&B78 (4 Wo.)R&B | Erstveröffentlichung: 26. März 1996 Interpret: The New Power Generation Nicht weltweit ausgekoppelt                      |